# Giovanni Marsili
Giovanni Marsili o Marsilio (Pontebba, 4 giugno 1727 – Padova, 9 maggio 1795) è stato un botanico italiano.
Tenne la cattedra di botanica dell'Università di Padova e fu direttore dal 1760 al 1794 dell'Orto botanico di Padova, che ampliò considerevolmente, approntando un erbario di circa 430 specie, sia locali che esotiche. Dotò l'orto botanico di una ricchissima collezione libraria di circa 2400 opere, che costituisce ancora oggi il nucleo essenziale della biblioteca dell'orto botanico di Padova.

## Biografia

### Formazione
Nacque a Pontebba, in Friuli, dove il padre Fabiano, ricco commerciante di legname veneziano, si trovava per affari. Cresciuto a Venezia, ricevette un'ottima educazione di stampo umanistico presso i gesuiti, quindi si portò all'università di Padova dove si addottorò in filosofia e medicina nel 1747.
A Venezia fece parte dell'Accademia dei Granelleschi e a Padova di quella degli Orditi. Si specializzò come poeta bernesco e divenne noto per la traduzione di Plauto in volgare fiorentino.
Dopo la laurea, compie numerosi viaggi in Italia (Bologna, Firenze, Impruneta) e all’estero (Parigi, Londra) entrando in contatto con numerosi scienziati e letterati del suo tempo, come Antonio Cocchi o Philip Miller e entrando a far parte di importanti società scientifiche come la Royal Society di Londra.
È in questo periodo che Marsili, che per tutta la vita continuerà a coltivare i suoi interessi umanistici di bibliofilio e di poeta, si avvicina anche allo studio della botanica.

### Prefetto dell'Orto Botanico di Padova
Nel 1760, nonostante non abbia ancora pubblicato lavori scientifici di botanica o di medicina, viene nominato professore di botanica e Prefetto dell’Orto botanico di Padova e sostituisce così Pietro Arduino, reggente alla prefettura dalla morte del prefetto Giulio Pontedera nel 1757. Alcune fonti gli attribuiscono l'opera Nova, ad praxim medicam praecipue utilissima, universae botanices rudimenta (1757 circa), più probabilmente scritta da Giovanni Antonio de Monte Pigati, come si legge nella dedica all'inizio del libro stesso.
Durante la sua prefettura Marsili si occupa di restaurare le mura monumentali e alcuni edifici dell’Orto botanico, di far ricostruire la macchina idraulica che convogliava l’acqua del canale Alicorno alle fontane, di introdurre nuove specie di piante italiane e straniere e di creare un arboreto all’esterno della cinta muraria, presente ancora oggi. Il terreno su cui sorge l’Arboretum non era inizialmente parte integrante dell’Orto Botanico, ma era concesso in uso ai prefetti a scopi privati. Fece inoltre innalzare il terreno sia all’interno sia all’esterno dell’Orto per preservarlo dalle numerose inondazioni a cui era soggetto.
Analogamente ad altri importanti scienziati del tempo e ai prefetti che gli succederono, Marsili tenne una fitta corrispondenza con altri botanici, come ad esempio il suo allievo Giovanni Battista Guatteri, che diventerà prefetto dell'orto botanico di Parma.
Viene inoltre consultato per la realizzazione dell’orto botanico di Pavia, fondato nel 1772 su ispirazione dell’orto padovano come luogo dedicato principalmente all’insegnamento.

### Gli ultimi anni
Nel 1793, a causa di una progressiva paralisi, viene affiancato nell’incarico di prefetto e professore da Giuseppe Antonio Bonato, che lo sostituirà definitivamente a partire dall’anno successivo.
Marsili muore il 9 maggio 1795 e viene sepolto nel chiostro del capitolo della basilica di Sant’Antonio a Padova.
Nel corso della sua vita Marsili fece parte di numerose associazioni scientifiche e letterarie (Accademia dei Ricovrati, Accademia degli Orditi, Accademia dei Granelleschi, Royal Society di Londra, Accademia di Arte Agraria di Padova, Accademia di Scienze Lettere ed Arti di Padova) e della Commissione incaricata di redigere la Nuova Farmacopea ufficiale della repubblica di Venezia.
Grande amante dei libri Marsili raccolse nel corso della sua vita una ricchissima biblioteca personale, come testimoniato dal catalogo manoscritto autografo. Tali volumi, in buona parte acquistati durante i suoi viaggi all’estero, sono di tipologia molto varia: classici greci e latini, opere botaniche anche riccamente illustrate, libri di medicina e anatomia, ma anche opere letterarie e dedicate a viaggi, scoperte, paesi lontani, antichità, usi e costumi.
Nel suo testamento, Marsili offre la sua collezione libraria in vendita allo Studio Patavino per garantire una rendita alla sorella. I libri vengono acquistati dal suo successore Giuseppe Antonio Bonato. Alla sua morte nel 1835, Bonato lascia la sua intera biblioteca, costituita dalla raccolta di Marsili e dai libri da lui stesso acquistati, in dono allo Studio Patavino perché ne faccia una biblioteca a disposizione degli studiosi dando vita alla Biblioteca dell’Orto botanico di Padova.

## Opere
Le opere scritte da Giovanni Marsili non sono particolarmente numerose, ma spaziano tra i vari argomenti di suo interesse, dimostrando il suo carattere poliedrico di uomo interessato a tutte le diverse forme del sapere, così com'era frequente tra gli eruditi settecenteschi.
- La serenata di Ciapino e Il lamento della Ghita. Stanze rusticali (1750). Opera di Bartolomeo Vitturi. I versi conclusivi sono scritti da Giovanni Marsili
- Conspectus exponendorum in gymnasio a Joanne Marsilio botanices professore (1761-1762) e Prospectus exponendorum in Gymnasio a Ioanne Marsilio Botanices professore (1762-1763). Prolusioni accademiche in cui Marsili abbraccia il nuovo sistema classificatorio binomiale delle piante proposto da Linneo.
- Fungi carrariensis historia (1766). Si tratta della prima opera dedicata ai funghi scritta da un prefetto dell’Orto botanico di Padova, che diventerà punto di riferimento mondiale per lo studio della micologia di fine Ottocento grazie a Pier Andrea Saccardo.
- Descrizione della Firmiana (1786)
- Codice farmaceutico per lo Stato della Serenissima Repubblica di Venezia compilato per ordine dell'eccellentissimo Magistrato della Sanità (1790)
- Del genere e d'una nuova spezie di Phytolacca (1794)
- Dell'Erba Cannabina, Febbrifugo nuovo e singolare (1794)
- Catalogo de' libri Marsilj (sec. XVIII). Catalogo manoscritto, probabilmente autografo, intitolato Catalogo de’ libri Marsilj A.B.C.” relativo ai libri della collezione di Giovanni Marsili, pari a 2537 e comprendenti anche opere di grande valore o molto rare, come lui stesso annota unitamente al valore in fiorini delle opere[10].
- Locuzioni italiane (sec. XVIII). Manoscritto inedito. Si tratta di un elenco alfabetico di parole della lingua italiana alle quali sono associate frasi, componimenti, citazioni, detti popolari
- Erbario secco. Erbario secco opera dello stesso Marsili e usato come strumento didattico. Comprende 545 specie di piante di circa 300 generi differenti, ordinate alfabeticamente secondo nomenclatura prelinneana[2].
- La cosa. Stanze rusticali di Giovanni Marsili pubblico professore di botanica nell'Università di Padova (1830)
- Delli patrizij veneti dotti nella cognizione delle piante e dei loro orti botanici più rinomati (1840). Pubblicato postumo a cura di Cesare Sacerdoti con il titolo Notizie inedite scritte da Giovanni Marsili già professore di botanica nella I. R. Università di Padova.
- Notizie del pubblico giardino de' semplici di Padova compilate intorno l'anno 1771 (1840). Pubblicato postumo
- Di Pier Antonio Michieli botanico insigne del secolo XVI e di una sua opera manoscritta: memoria (1845). Memoria, pubblicata postuma all'interno di un omaggio per nozze intitolato "Per le auspicatissime nozze del nobile sig. conte Giambatista Giustinian cavaliere gerosolimitano colla nob. sig. contessa Elisabetta Michiel".